# Конфорти, Рафаэль
Рафаэль Конфорти (итал. Raffaele Conforti; 4 октября 1804, Кальванико, Неаполитанское королевство — 3 августа 1880, Казерта, Италия) — итальянский государственный деятель.
По образованию юрист, занимался адвокатурой. В 1848 году во время кратковременного торжества конституционного режима в Неаполе был министром внутренних дел. Победа реакции вынудила его бежать в Геную. В Неаполь вернулся вместе с Гарибальди в 1860 году и здесь взял на себя, по его поручению, организацию кабинета министров, содействовавшего присоединению Неаполя к Итальянскому королевству. В кабинетах Урбано Раттацци (1862) и Бенедетто Кайроли (1878) был министром юстиции. С 1867 года был сенатором. Напечатал ряд сочинений по истории права, уголовному праву, политической экономии.